# Lothar Franz Knebel von Katzenelnbogen
Lothar Franz Knebel von Katzenelnbogen (* 9. Juli 1700 in Mainz; † 29. Oktober 1749) war Generalvikar und Statthalter in Worms.

## Leben
Lothar Franz Josef Knebel von Katzenelnbogen, seit 1710 Reichsfreiherr, stammte aus dem mittelrheinischen Adelsgeschlecht der Knebel von Katzenelnbogen und wurde als zehntes der 15 Kinder des Mainzer Kurfürstlichen Rates und (ab 1701) Hofmarschalls Philipp Christoph Knebel von Katzenelnbogen († 1714) und der Eva Maria Franziska Waltbott von Bassenheim, Freiin zu Olsbrück († 1752) geboren. Die Familie stand in enger Verbindung zu Kurmainz und Lothar Franz war nach dem Mainzer Kurfürsten Lothar Franz von Schönborn (1655–1729) benannt. Der Vater Philipp Christoph wurde 1710 von Kaiser Joseph I. in den Reichsfreiherrenstand erhoben. Philipp Christophs Bruder Johann Anton I. Knebel von Katzenelnbogen (1646–1725) war von 1705 bis 1725 Fürstbischof von Eichstätt.
Lothar Franz wurde 1718 Domizellar in Speyer, 1722 in Worms, kurz darauf dort auch Domscholaster. Am 17. April 1735 wurde er zum Diakon geweiht. Weitere Kanonikate in Bruchsal-Odenheim (Hochstift Speyer, Stift Odenheim) und an St. Alban vor Mainz kamen dazu. An St. Alban wurde er später Dekan. Er war kurfürstlich Mainzer Rat, kaiserlicher Rat und Präsident der Reichsritterschaft in der Ortenau. Am 28. Mai 1734 bestellte ihn der Wormser Bischof Franz Georg von Schönborn zum Generalvikar. Am 20. August 1743 bestellte ihn das Domkapitel zum Statthalter in weltlichen Angelegenheiten.
Er starb am 29. Oktober 1749 und wurde im Familienerbbegräbnis in St. Quintin in Mainz beigesetzt.